# Gundaling II
Gundaling II is een bestuurslaag in het regentschap Karo van de provincie Noord-Sumatra, Indonesië. Gundaling II telt 4760 inwoners (volkstelling 2010).